# Mesogona segoviensis
Mesogona segoviensis är en fjärilsart som beskrevs av Calle 1981. Mesogona segoviensis ingår i släktet Mesogona och familjen nattflyn. Inga underarter finns listade i Catalogue of Life.